# Grizaj
Grizaj, tudi grisaille (/ ɡrɪˈzaɪ / ali / ɡrɪˈzeɪl /; francosko: gris [ɡʁizaj] 'siva') je slika, v celoti izvedena v odtenkih sive ali druge nevtralne sivkaste barve.  Uporablja se zlasti v velikih dekorativnih shemah pri imitaciji kiparstva. Številni grizaji vključujejo nekoliko širši barvni razpon, kot je ponazorjena freska Andrea del Sarta. Slike v rjavi barvi se imenujejo brunaille, slike v zeleni barvi pa se imenujejo verdaille. 
Grizaj je lahko izdelan sam zase, kot premaz za oljno sliko (v pripravi na posteklitev slojev barve na njej) ali kot model, po katerem lahko dela graver. »Rubens in njegova šola so včasih uporabljali enobarvne tehnike pri skiciranju kompozicij za graverje«.  Popolno barvanje predmeta zahteva veliko več umetnikovih zahtev, delo v grizaju pa je bilo pogosto izbrano kot hitrejše in cenejše, čeprav je bil učinek včasih namerno izbran iz estetskih razlogov. Grizaj slike spominjajo na risbe, po navadi enobarvne, ki so jih umetniki iz renesanse pripravljali za nadaljnjo obdelavo; tako kot risbe lahko tudi lažje izdajo roko manj nadarjenega pomočnika kot popolnoma obarvana slika.

## Zgodovina
Giotto je grizaj uporabil v spodnjih registrih svojih fresk v kapeli Scrovegni v Padovi (približno leta 1304), Robert Campin, Jan van Eyck in njuni nasledniki pa so na zunanjih krilih triptihov, vključno z Gentskim oltarjem, naslikali grizaj figure. Prvotno so bile večino časa na ogled te strani, saj so bila vrata običajno zaprta, razen v prazničnih dneh ali na (plačano) željo turistov. Vendar so danes te slike v muzejih pogosto nevidne, ko je triptih prikazan odprt in prislonjen ob steni. V teh primerih je šlo za imitacija kiparstva, ki je bilo še dražje od slike - celo priznanega mojstra.
Limners je pogosto izdeloval iluminirane rokopise s peresom in jih toniral z zelo omejenem barvnem razponu. Mnogi umetniki, kot sta Jean Pucelle (aktivni c. 1320-1350) in Matthew Paris, so se specializirali za tovrstna dela, ki so bila v Angliji še posebej pogosta iz anglosaških časov. Renesančni umetniki, kot sta Mantegna in Polidoro da Caravaggio, so pogosto uporabljali grizaj kot učinek klasifikacije, bodisi kot posnemanje učinka klasičnega kiparskega reliefa bodisi rimske slike.
V Nizozemskih deželah je mogoče neprekinjeno tradicijo slik grizaj zaslediti od zgodnjega nizozemskega slikarstva do Martena van Heemskercka (1498–1574), Pietera Bruegla starejšega (Kristus in ženska, prevzeta v prešuštvu, 1565), in Hendrika Goltziusa in skozi bogato produkcijo Adriaena van de Vennea, do kroga Rembrandta in Jana van Goyena.
Stropne freske Sikstinske kapele imajo del zasnove v grizaju, prav tako spodnji del velikega dekorja stopnišč  Antonia Verrioja (c. 1636 - 1707) v palači Hampton Court.

### Sodobni primeri
Grizaj, čeprav manj razširjen v 20. stoletju, se nadaljuje kot umetniška tehnika. Pabla Picassa slika Guernica (1937) je tak primer.
Hugo Bastidas (1955–), sodobni ameriški slikar, je postal znan po črno-belih slikah, ki posnemajo učinek grizaj in pogosto spominjajo na črno-bele fotografije.  Bastidasove slike pogosto prikazujejo arhitekturo, vodo, rastlinstvo in umetnostno zgodovino ter izražajo njegovo skrb glede stanja okolja, globalizacije in njihovega vpliva na počutje Zemlje.  Po vrnitvi v New York s Fulbrightove štipendije v rodnem Ekvadorju v začetku 1990-ih je Bastidas začel uporabljati omejeno barvno paleto črno-bele barve. Njegove srednje in obsežne slike namigujejo na črno-belo fotografijo in odlikujejo kontrastne cone podrobnosti.  S ščetinastimi čopiči z več tisoč prašičjimi ščetinami velikosti št. 1, napolnjenim z lepilom za zajčjo kožo, Bastidas dosega visoko stopnjo ločljivosti slike. Ukvarja se tudi z digitalno fotografijo, ki sporoči njegovo vsebino, ne da bi ustvaril fotorealistični učinek. 

## Akademske študije
S poudarkom na neposrednem (alla prima) slikarstvu 20. stoletja je tehnika grizaj izgubila naklonjenost pri umetnikih tega obdobja. Ta zgodovinska metoda je še vedno vključena v učni načrt nekaterih zasebnih ateljejev. 

## V emajlu in vitražu
Izraz se uporablja tudi za enobarvno slikanje v drugih medijih, kot so emajli, kjer je mogoče predvideti učinek, podoben reliefu v srebru. Pogost je v vitraju, kjer se je potreba po odsekih v različnih barvah močno zmanjšala. Deli okna se lahko izvedejo v grizaju - na primer s srebrnim madežem ali stekleno barvo - medtem ko so drugi deli v barvnem steklu.

## Galerija
- Oblikovane ploščice, Iran sredi 19. stoletja. Brooklyn Museum
- Frankfurtski mojster, Sv. Odila in sv. Cecilija, ca. 1503–1506, olje na plošči, Zgodovinski muzej, Frankfurt.
- Giotto, kapela Scrovegni, Nezvestoba
- Andrea del Castagno, spomenik Niccolu da Tolentinu
- Jan An Eyck Oznanjenje (Gabriel je na nasprotnem krilu)
- Zunanja plošča triptiha Hieronymusa Boscha
- Frans Francken II., Anthonis van Dyck, ena v vrsti študij portretnih odtisov
- Trompe l'oeil stenski grizaj v Amsterdamu, Jacob de Wit, 1730-ih.
- Italijansko palačno stopnišče, 18. stoletje
- Študija v grizaju po Jacquesu-Louisu Davidu [9]
- Slikan ognjeni zaslon Jacques Vigoureux Duplessis. Par figur, naslikanih na desni strani, je v slogu grizaj. Muzej Walters Art.
- Okno svetega Petra: vitraj (belo steklo, grizaj in srebrni sulfid) in svinec, Francija, ca. 1500–1510
- Jean Auguste Dominique Ingres in delo, Odaliska s sužnjem v grizaju